# Piedrasluengas

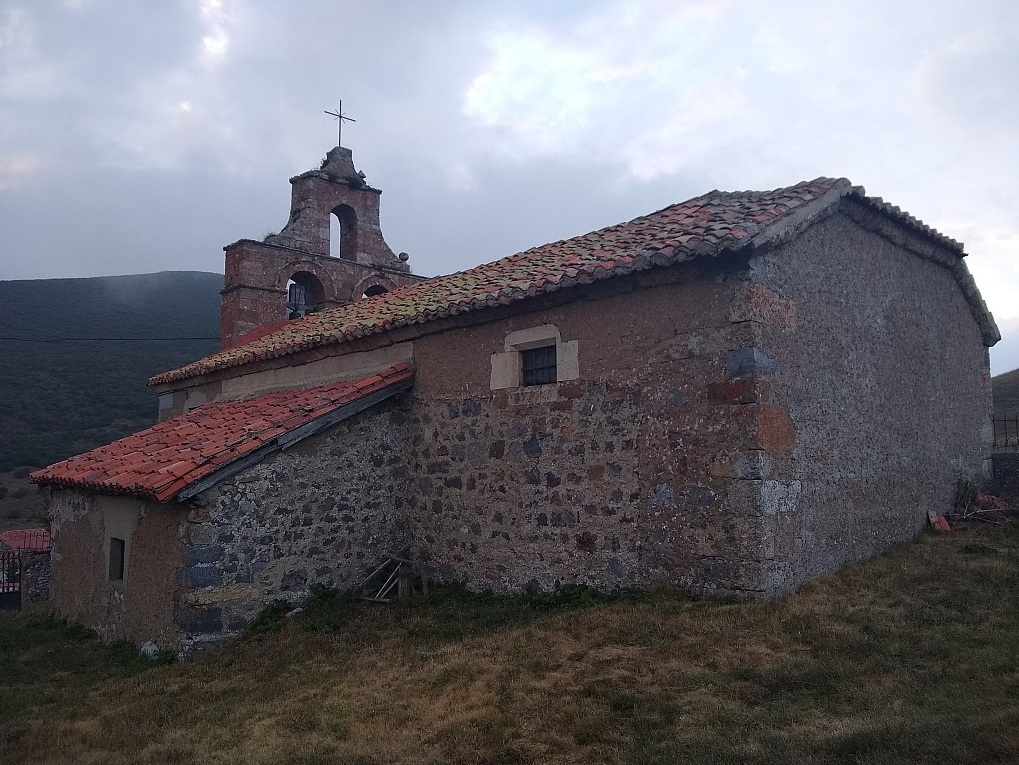
Iglesia parroquial

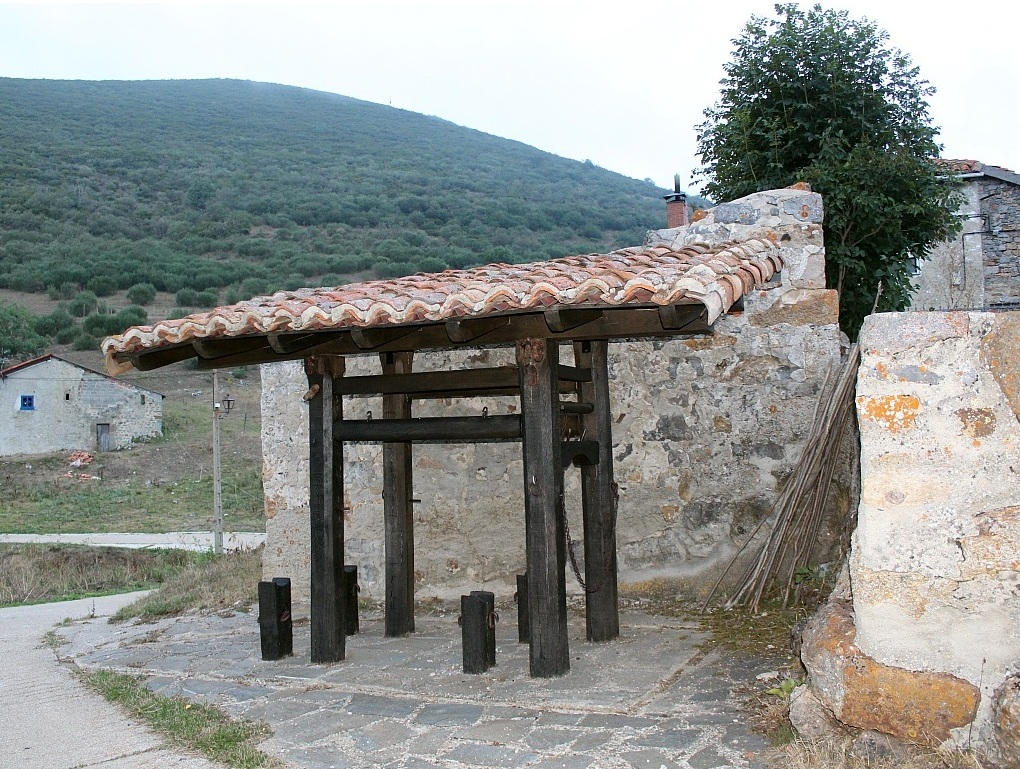
Potro

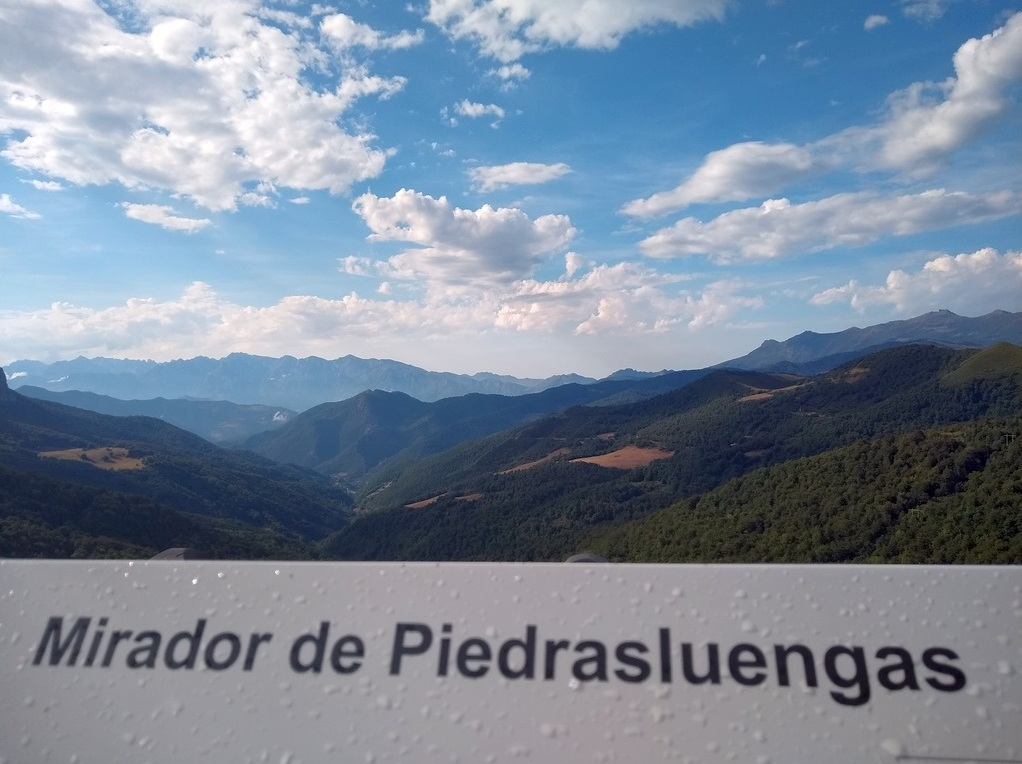
Mirador de Piedrasluengas

Piedrasluengas es una localidad y pedanía española del municipio palentino de La Pernía, en Castilla y León.

## Geografía
Dista 11,5 km de San Salvador de Cantamuda, la capital del municipio (del que es pedanía). Es la población más septentrional de la Montaña Palentina, y consecuentemente, de Palencia. Está situado a 1330 m sobre el nivel del mar, al pie del pico Peñalabra, en la vertiente sur de la sierra de Híjar, por lo que es una de las poblaciones más altas de la provincia, solo por debajo de Valsurbio, Cardaño de Arriba y de Vidrieros.

## Demografía
Evolución de la población en el siglo XXI
| Gráfica de evolución demográfica de Piedrasluengas entre 2000 y 2020 |
|                                                                      |
| Población de derecho (2000-2020) según el padrón municipal del INE   |

## Historia

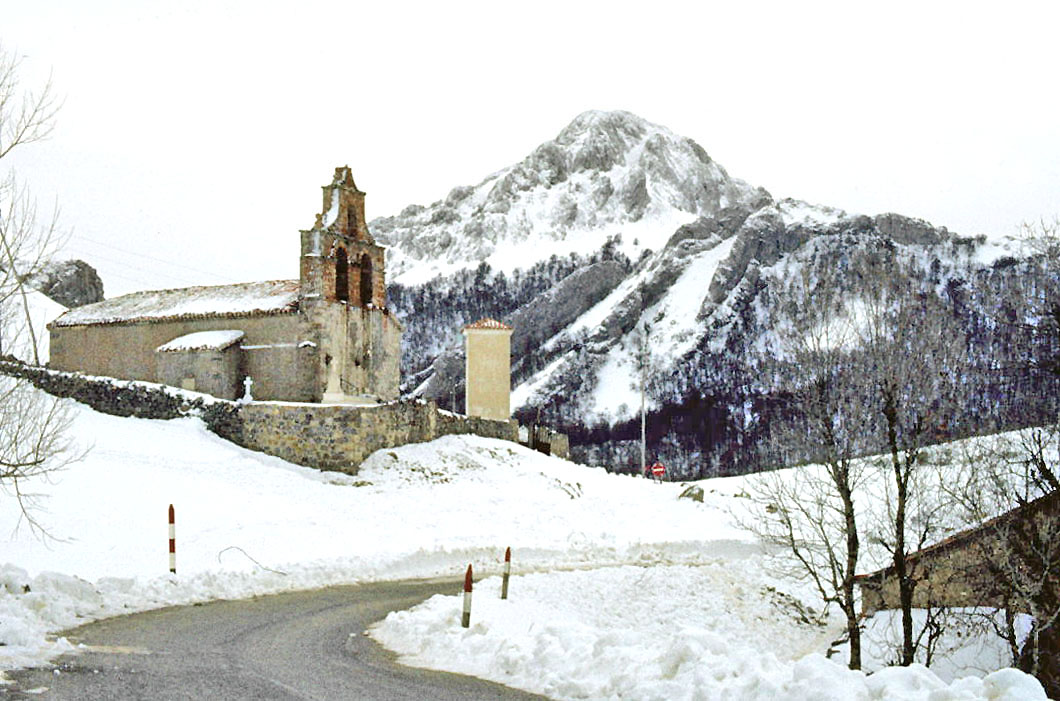
Paisaje nevado en 1979

El Becerro de las Behetrías da noticia en el siglo XIV de este lugar, como señorío de Tello de Castilla. Sebastián de Miñano dice de los habitantes deesta localidad en su Diccionario geográfico de 1827, que se dedican a la ganadería y a la carretería (especialmente la del transporte de sal desde la costa a la Meseta).
A la caída del Antiguo Régimen la localidad se constituye en municipio constitucional, entonces conocido como Piedras Luengas que en el censo de 1842 contaba con 5 hogares y 26 vecinos, para posteriormente integrarse en Redondo-Areños.

## Patrimonio
- Iglesia con escultura de la Virgen María con el niño.
- Localidad situada dentro del parque natural Montaña Palentina.